# Neder Hvam
Neder Hvam is een plaats in de Deense regio Midden-Jutland, gemeente Silkeborg. De plaats telt 317 inwoners (2008).
De plaats valt onder de parochie Vium.